# RYAN
Pour les articles homonymes, voir Ryan.

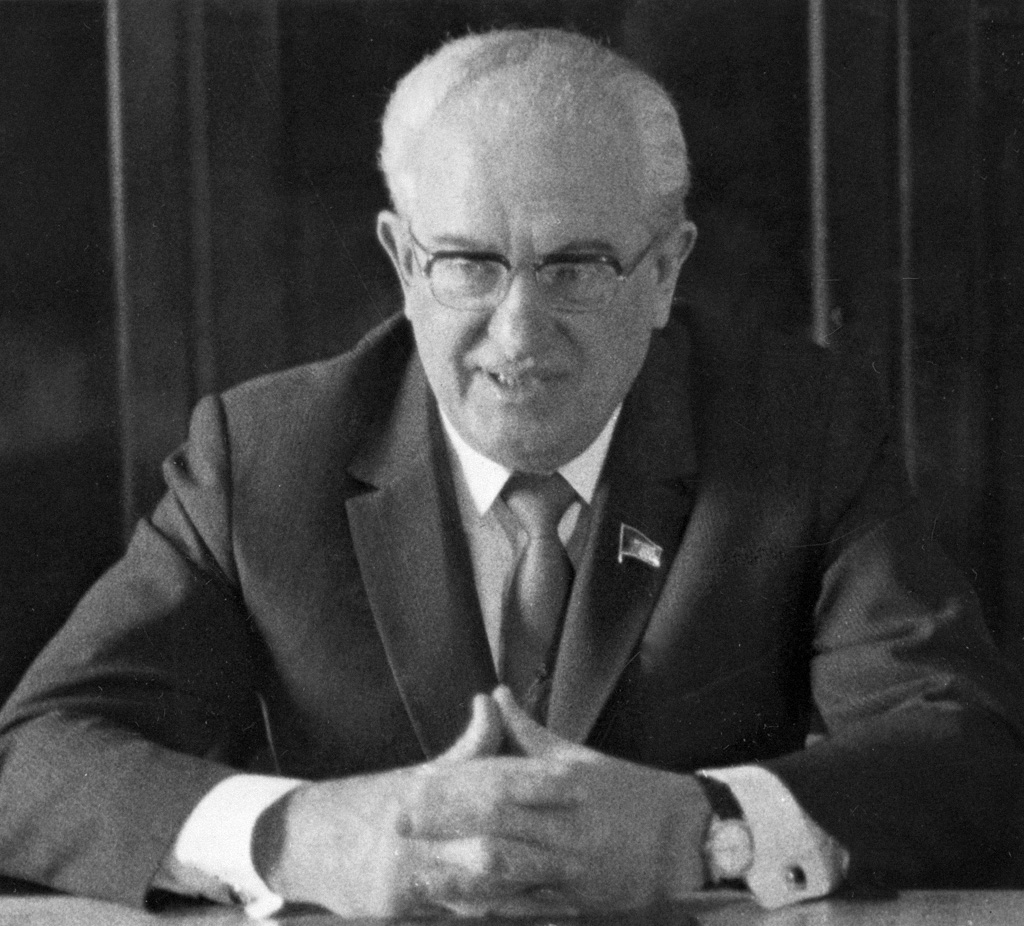
RIAN archive 101740 Yury Andropov

L'opération RYAN ou RYaN (en russe : РЯН, acronyme de Ракетно-Ядерное Нападение, « Raketno-Iadernoe Napadenie » : « attaque de missile nucléaire ») est une opération mise en place dans la première moitié des années 1980 par le KGB visant à réunir des informations sur les intentions supposées de l'administration Reagan de lancer une attaque nucléaire contre l'URSS.

## Histoire
L'opération fut lancée en mai 1981 par le directeur du KGB, Iouri Andropov. Elle prit une nouvelle dimension lorsque Andropov parvint au pouvoir en 1982, et notamment après l'annonce du déploiement des missiles Pershing II en RFA. Ces missiles étaient conçus pour être lancés depuis des véhicules mobiles, ce qui rendait les sites de lancement très difficiles à identifier. Le temps de vol des missiles depuis la RFA jusqu'en Russie européenne n'était que de quatre à six minutes, et de six à huit minutes jusqu'à Moscou, ce qui laissait aux autorités soviétiques un temps de réaction presque nul. 
Le 23 mars 1983, Ronald Reagan annonça publiquement le développement de l'Initiative de défense stratégique. Les dirigeants soviétiques estimèrent que l'utilisation de la technologie devait rendre les États-Unis invulnérables face à une attaque soviétique, et ainsi permettre aux États-Unis de lancer des missiles contre l'URSS sans craindre de représailles. Cette crainte d'une attaque surprise entraina un développement soudain du programme RYAN. L'inquiétude atteignit son paroxysme au moment de l'interception du vol 007 Korean Airlines et de l'exercice de l'OTAN Able Archer 83. 
L'ampleur de l'opération RYAN fut réduite en 1984, après la mort de ses principaux soutiens, Iouri Andropov et le ministre de la Défense Dmitri Oustinov mais elle continua jusqu'en novembre 1991.
Selon Christopher Andrew et Vassili Mitrokhine l'objectif de l'opération RYAN était de « réunir des informations sur le dessein présumé — formé par l'administration Reagan — de lancer une première frappe nucléaire contre l'Union soviétique. Cette hypothèse reflète à la fois l'état de tension extrême qui régnait entre les deux super-puissances ainsi que l'incapacité récurrente de l'Union soviétique à pénétrer la sphère de pouvoir de son principal adversaire, les États-Unis, et son attirance récurrente pour la théorie du complot ».